# Hermann Meier (Polizist)
Hermann Meier (* 17. Februar 1911 in Eschen; † 29. Februar 2000 in Vaduz) war der Polizeichef des Fürstlich Liechtensteinischen Sicherheitskorps.

## Leben
Hermann-Ospelt Meier war der Sohn von Konrad Meier und dessen Frau Karolina (geborene Mündle). Er war Bürger der Gemeinde Eschen. Nach der Schule arbeitete er in der Landwirtschaft seiner Eltern. Später wurde er als Maschinist in Glarus tätig. Er absolvierte eine Polizeiausbildung an der österreichischen Gendarmerieschule Bregenz und war als einer von sieben Polizisten in dem neu gegründeten Sicherheitskorps tätig. Am 11. Juli 1966 wurde er von der Regierung des Fürstentums Liechtenstein zum neuen liechtensteinischen Polizeichef ernannt und folgte damit Josef Brunhart nach. Zuvor war Meier der stellvertretende Polizeichef sowie der Leiter der Fahndungsabteilung gewesen. Meier blieb bis zu seiner Pensionierung 1977 Polizeichef. Fürst Franz Josef II. verlieh ihm das Komturkreuz des Fürstlich Liechtensteinischen Verdienstordens und die Regierung das Fürstlich Liechtensteinische Verdienstzeichen in Gold.
1941 heiratete er Maria Anna Ospelt und zog nach Vaduz. Aus der Ehe gingen zwei Söhne und eine Tochter hervor, darunter der spätere Rechtsanwalt und Politiker Guido Meier.